# Consuelo Velázquez
Consuelo Velázquez Torres (Ciudad Guzmán, 21 agosto 1916 – Città del Messico, 22 gennaio 2005) è stata una pianista e compositrice messicana.

## Biografia
A 4 anni di età la sua famiglia si trasferì nella capitale dello stato di Jalisco, Guadalajara. Già da allora cominciò a dimostrare un buon orecchio e grande attitudine per la musica, tanto da cominciare gli studi di musica e pianoforte nell'accademia Serratos di Guadalajara a partire dai 6 anni.
Dopo 9 anni di studio, si spostò a Città del Messico, dove proseguì i suoi studi e si diplomò come pianista concertista e maestra di musica, e subito dopo cominciò la sua attività di compositrice di musica popolare. Come concertista di pianoforte, fu la solista dell'"Orquesta Sinfónica Nacional y de la Filarmónica de la Universidad Nacional Autónoma de México".
Come compositrice i suoi brani più noti sono No me pidas nunca, Pasional e Déjame quererte. Successivamente seguirono, tra tanti titoli, canzoni come Bésame mucho, Amar y vivir, Verdad Amarga, Franqueza, Chiqui, Cachito, Que seas feliz, Enamorada, Orgullosa y bonita e Yo no fui. 
Il suo successo più conosciuto, Bésame mucho, composto nel 1941 all'età di 24 anni, è stata la melodia che diede più soddisfazione alla Velázquez, divenendo il suo biglietto da visita. Dopo esser stata registrata dal tenore messicano Emilio Tuero, ne fu fatto un primo adattamento in lingua inglese nel 1944 da parte del famoso pianista e cantante statunitense Nat "King" Cole. Da allora la canzone fu interpretata da artisti conosciuti in tutto il mondo come Dalida, Pedro Infante, Javier Solís, The Beatles, The Flamingos, Xavier Cugat, The Ventures, Sammy Davis Jr., Lucho Gatica, Plácido Domingo, Luis Mariano (che la rese popolare in Francia), Sara Montiel, José Carreras, Sumiva Moreno, Ray Conniff, Sanjaya Malakar, Andrea Bocelli, Frank Sinatra, Luis Miguel, José José, Diana Krall e Mina. La canzone fu scritta quando ancora la Velazquez non aveva dato il primo bacio.
Dopo alcuni anni dall'inizio della sua carriera, la Velázquez si sposò con Mariano Rivera Conde (poi morto nel 1977), e dall'unione nacquero i suoi due figli Mariano e Sergio. Nel periodo compreso tra il 1979 ed il 1982 fu membro del Parlamento Messicano, in quello che fu il suo unico intervento nella politica del suo Paese.
Affetta da un'infermità cardiovascolare, Consuelo Velázquez morì il 22 gennaio del 2005. Il suo corpo fu esposto nel "Palazzo delle Belle Arti", scenario della sua prima esibizione, nel mezzo di un'importante manifestazione di artisti famosi del Paese e a livello mondiale.
La compositrice e interprete, tra le sue ultime volontà, ha lasciato sette canzoni inedite, tra le quali: Donde Siempre (destinata a Cecilia Toussaint), Mi bello Mazatlán e Por El Camino, che scrisse per il cantante messicano Luis Miguel, per il quale provava grande ammirazione.